# Vampire (La Ronde)
Pour les articles homonymes, voir Vampire (homonymie).
Cet article concerne l'attraction de La Ronde. Pour l'attraction de Walibi Belgium, voir Vampire (Walibi Belgium).
Le Vampire est l'un des deux parcours de montagnes russes inversées du parc d'attractions La Ronde à Montréal, au Canada. Créé par Bolliger & Mabillard, une firme suisse reconnue, l'attraction est l'un des nombreux exemplaires de Batman: The Ride, commun dans les parcs Six Flags.

## Le circuit
Après la fermeture des harnais de sécurité et le retrait du plancher, le train du Vampire emporte ses passagers dans une montée pour atteindre une hauteur de 32 mètres. Il plonge ensuite rapidement vers la droite, pour une descente un peu brusque à plus de 80 kilomètres à l'heure. Les passagers effectuent une boucle verticale (appelée en anglais looping) suivie d'un zero-G roll. Le train redescend plus bas pour une deuxième inversion verticale avant d'effectuer un virage resserré vers la droite, de près de 270 degrés. Une escapade au-dessus de l'aire piétonnière permet aux passagers, dans une large virage vers la gauche, d'apprécier la vue du parc à une hauteur d'environ 15 mètres. 
Le Vampire plonge ensuite rapidement dans une vrille (corkscrew) suivie d'un virage vers la gauche qui constitue la continuité la plus fluide de la vrille. Le train effectue une petite descente en ligne droite, pour refaire une vrille qui le plongera dans un nuage de vapeur, dans une sorte de tranchée. Le train ressort pour s'engouffrer dans un tunnel, une ligne droite qui constitue l'arrivée. Il est freiné de façon un peu brusque, dans l'attente de débarquer ses passagers un peu secoués par l'aventure d'une cinquantaine de secondes.
Durant la saison 2016, le trajet s'effectuait en sens inverse, avant de revenir au sens normal en 2017.

## Accident du 6 juillet 2012
Le 6 juillet 2012, un employé de La Ronde est décédé en se faisant percuter par un train du manège. Il a franchi une zone restreinte. Par la suite, il s'est fait happer par le train. L'homme de 67 ans est mort sur le coup.
Selon le rapport de la CSST, un peu après 13 heures, un plombier s'est dirigé vers la fosse du Vampire, dans une zone à accès limité pour poursuivre un travail. Le manège était alors en fonction et a heurté l'arrière de la tête de la victime. Les opératrices du manège lui ont immédiatement porté secours, mais l'homme était inconscient et sans pouls. Les ambulanciers d'Urgences-Santé ont constaté son décès quelques minutes plus tard.
L'enquête de la CSST a ciblé deux causes pour expliquer l'accident. Premièrement, une affectation de tâche mal comprise puisque le travailleur était censé travailler au Vertigo, mais qu'il s'est retrouvé dans la zone de danger du Vampire. Deuxièmement, les zones de danger sous les manèges qui exposent les travailleurs à un risque de se faire happer. À la suite de l'accident, la CSST a obligé La Ronde à revoir son programme de verrouillage.

## Statistiques
- Trains : 2 trains de 7 wagons. Les passagers sont placés à 4 sur un seul rang pour un total de 28 passagers par train
- 5 inversions: un looping vertical, un zero-G roll, un looping vertical et deux tire-bouchons